# Синтія Корла
Синтія Корла Прісіллія, відома як Бунда Корла (нар. 4 липня 1974), — індонезійська інтернет-знаменитість, співачка та акторка.

## Фільмографія

### Телевізійне шоу
| рік  | Назва                       | роль            | Примітки |
| ---- | --------------------------- | --------------- | -------- |
| 2023 | Ramadan Itu Berkah          | Запрошена зірка |          |
| 2023 | Lapor Pak!                  | Запрошена зірка |          |
| 2023 | Miss Mega Bintang Indonesia | Помічник судді  |          |
| 2023 | D'Koplo                     | Помічник судді  | 1 сезон  |
| 2025 | Catatan Demokrasi           | Джерело особи   |          |

## Нагороди та номінації
Нагороди AMI за найкращого сольного виконавця/гурту/колективу в стилі електро дангдут чоловічої/жіночої статі.
| рік  | Нагороди                     | Категорія                                                                              | Номінація                        | Результати |
| ---- | ---------------------------- | -------------------------------------------------------------------------------------- | -------------------------------- | ---------- |
| 2023 | Індонезійська музична премія | Найкращий сольний виконавець/гурт/колектив у стилі дангдут електро (чоловічий/жіночий) | «No Comment» (разом Tuty Wibowo) | Перемога   |
| 2023 | Чудові нагороди              | трендиНайкрутіше                                                                       | Cynthia Corla Pricillia          | Номінація  |